# Кольник яйцевидный
Ко́льник яйцеви́дный (лат. Phyteuma ovatum) — вид цветковых растений рода Кольник (Phyteuma) семейства Колокольчиковые (Campanulaceae).

## Ботаническое описание
Многолетнее травянистое растение высотой от 30 до 100 см.
Прикорневые листья длинночерешковые, сердцевидные, длина примерно равна ширине. Стеблевые листья меньше, самые верхние имеют ланцетовидную листовую пластинку.
Чёрные и пурпурные цветки собраны в густой, овальный или цилиндрический колос. Прицветники узколанцетные. До раскрытия цветков трубка венчика длиной 10—15 мм отогнута кпереди. Цветение с июня по август.
Отличие кольника яйцевидного от кольника колосистого (Phyteuma spicatum) ясно не до конца. Возможно, оба эти вида являются на самом деле гибридами.

## Распространение и местообитание
Растение предпочитает влажные, питательные почвы лугов, ольховых зарослей и буковых лесов.
Вид широко распространён в горах Южной и Центральной Европы. Он встречается на высотах до 2400 м над уровнем моря.

## Таксономия
|  |                                      |  |                                                         |                                                         |                           |  | ещё 10 семейств (согласно Системе APG III) | ещё 10 семейств (согласно Системе APG III) |                        |  |  |  | ещё около 20 видов |
|  |                                      |  |                                                         |                                                         |                           |  | ещё 10 семейств (согласно Системе APG III) | ещё 10 семейств (согласно Системе APG III) |                        |  |  |  | ещё около 20 видов |
|  |                                      |  |                                                         | порядок Астроцветные                                    |                           |  |                                            |                                            | род Кольник            |  |  |  |                    |
|  |                                      |  |                                                         | порядок Астроцветные                                    |                           |  |                                            |                                            | род Кольник            |  |  |  |                    |
|  | отдел Цветковые, или Покрытосеменные |  |                                                         |                                                         | семейство Колокольчиковые |  |                                            |                                            | вид Кольник яйцевидный |  |  |  |                    |
|  | отдел Цветковые, или Покрытосеменные |  |                                                         |                                                         | семейство Колокольчиковые |  |                                            |                                            |                        |  |  |  |                    |
|  |                                      |  | ещё 58 порядков цветковых растений (по Системе APG III) | ещё 58 порядков цветковых растений (по Системе APG III) |                           |  |                                            | ещё более 90 родов                         | ещё более 90 родов     |  |  |  |                    |
|  |                                      |  |                                                         | ещё 58 порядков цветковых растений (по Системе APG III) |                           |  |                                            |                                            | ещё более 90 родов     |  |  |  |                    |